# Desulfosporosinus meridiei
Desulfosporosinus meridiei è una specie di batterio appartenente alla famiglia delle Peptococcaceae.